# 風待レコード
風待レコード（かぜまち れこーど）とは、元はっぴいえんどのドラマー、作詞家、音楽プロデューサーの松本隆が立ち上げたインディーズ・レーベルである。所属するアーティストによるライブイベント、風待フラッグを開催。

## 所属アーティスト・作品
- KAYO（POLYSICSシンセサイザー担当カヨのソロ活動として）

- ノラオンナ[1]

- neuma

- キャプテンストライダム